# Matambú
El Territori Indígena de Matambú pertany a l'ètnia chorotega i és un dels 24 territoris indígenes de Costa Rica. La reserva va ser creada en 1980 pel Poder Executiu i és l'única de l'ètnia chorotega, situada entre els cantons de Hojancha i Nicoya, província de Guanacaste. Té 1084 habitants indígenes i 600 no indígenes i l'idioma més parlat és el castellà de manera monolingue doncs la llengua autòctona es va perdre. Entre la comunitat hi ha una diferenciació marcada entre dos grups, els que busquen preservar la seva cultura i identitat indígena i un altre que prefereix integrar-se dins de la societat costarquenya.